# آرت بلیکی

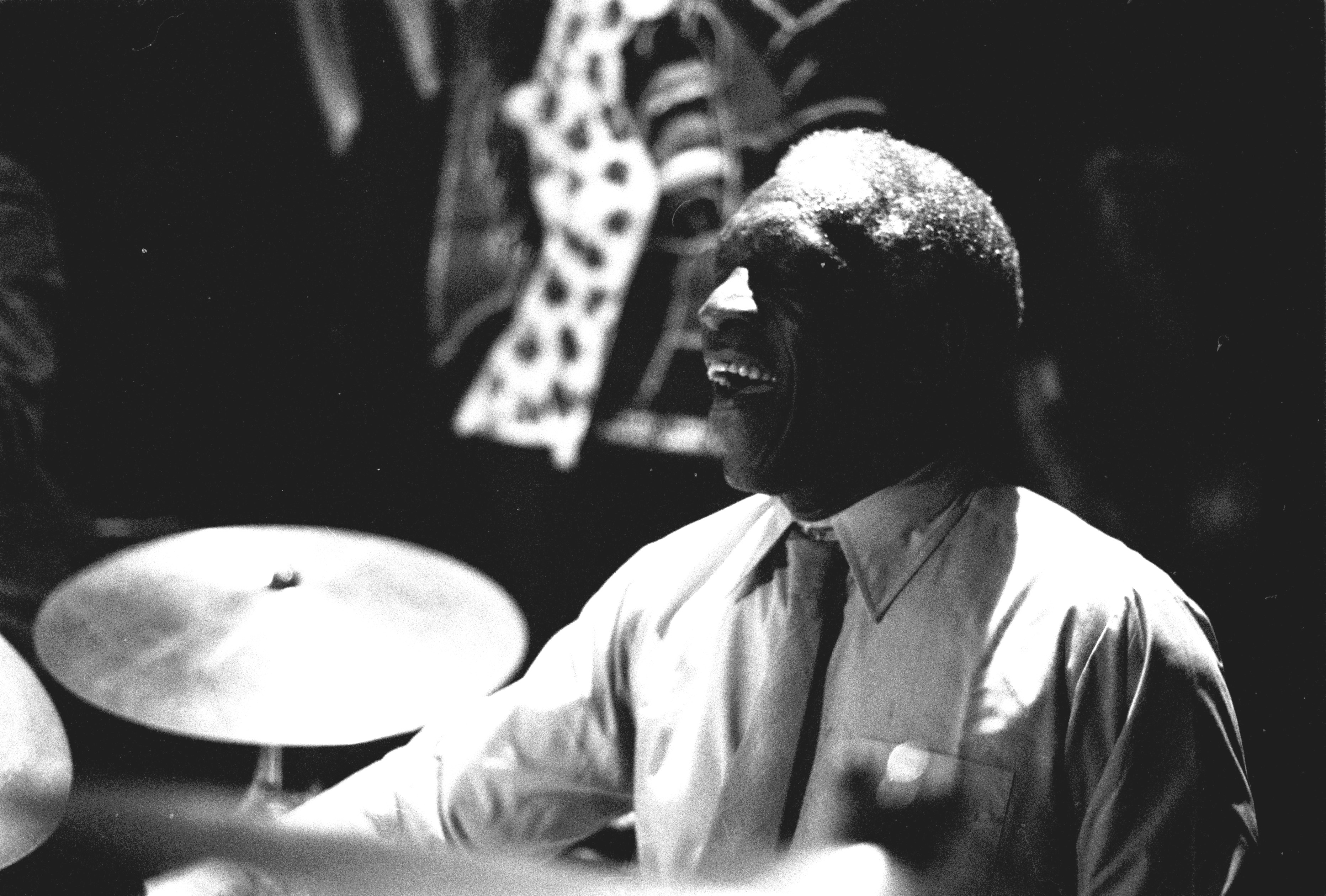
آرت بلیکی.

آرت بلِیکی (به انگلیسی: Art Blakey) (زادهٔ ۱۱ اکتبر ۱۹۱۹ – درگذشتهٔ ۱۶ اکتبر ۱۹۹۰) نوازنده آمریکایی درامز و رهبر گروه جز مسنجرز بود.
او موسیقی را مانند بسیاری از دیگر نوازندگان جاز از کلیسا آغاز کرد. مدتی پیانو می‌زد ولی به قول خودش وقتی مدیر باشگاهی که در آن می‌نواخت او را با سلاح کمری مجبور به برخاستن از جلوی پیانو و نشستن پشت درامز کرد، به درامز روی آورد.
در سال ۱۹۴۸ در گفتگوئی با خبرنگاران گفت که به آفریقا رفته و در موسیقی آن دیار مطالعه کرده، اسلام آورده و نام خود را به «عبدالله ابن بوحینه» تغییر داده‌است. در همین سال اولین ارکستر خود را به نام «جز مسنجرز» (پیام‌آوران جاز) با ۱۷ نوازنده تشکیل داد. در ۱۹۵۵ با هوراس سیلور گروه پنج نفری جز مسنجرز را درست کرد. در دهه ۱۹۶۰ میلادی گروه او یکی از مهم‌ترین گروه‌های جاز بود. در دهه ۱۹۷۰ هم که بسیاری از دیگر نوازندگان جاز مشغول تلفیق با موسیقی راک بودند او به ارائهٔ جاز درست و سرراست ادامه داد.
نوازندگان بزرگی با او و گروهش همکاری کرده‌اند از جمله هوراس سیلور، کِیت جَرِت، بادی دی‌فرانکو، چاک مانجیونی، و سیدر والتون.